# Modiolus carpenteri
Modiolus carpenteri är en musselart som beskrevs av Soot-Ryen 1963. Modiolus carpenteri ingår i släktet Modiolus och familjen blåmusslor. Inga underarter finns listade i Catalogue of Life.